# Långbroparken
Långbroparken  ingår i området som tidigare utgjorde Långbro sjukhus i Långbro i södra Stockholm. Området omfattade ursprungligen mer än 27,5 hektar och köptes 1998 av JM för byggande av bostäder. Dessa har huvudsakligen uppförts i områdets södra del, längs Vantörsvägen. Parkområdet, innefattande de karakteristiska byggnaderna Stora Mans respektive Stora Kvinns, har lämnats intakt. I detta område ingår även den gamla överläkarbostaden, numera Långbro värdshus.

## Parken
Parkens centrala del utgörs av den gamla sjukhusdammen som är i det närmaste oförändrad från områdets tillkomst. Områdets omfattande utsträckning gör att de norra delarna fortfarande utgörs av ett skogsstråk, gränsande mot villaområdet Långbro. Den västliga delen, i anslutning till Mickelsbergsvägen och det närliggande Fruängens centrum, omfattar gamla grindstugan "Grindslanten" (nu mäklarkontor), Långbro värdshus samt Landstingets ASIH-enhet. I det södra området, i anslutning till Vantörsvägen har en mängd bostadsrätter i flerbostadshus uppförts. Även Stora Kvinns är numera bostäder. I de östligaste delarna har den tidigare öppna ängsmarken blivit bebyggd med radhus. Det gamla sjukhuset hade omfattande egen odlingsareal, såväl av terapeutiska skäl som för mathållning. Sim- och idrottshallen Långbrohallen ligger i områdets sydöstra del. Den magnifika uppsättningen träd har gjort att planer på ett arboretum väckts upprepade gånger.
På området finns även gymnasie-, grund- och förskoleverksamhet inhyst, framförallt Grundskolan Metapontum i Stora Mans.

## Bilder

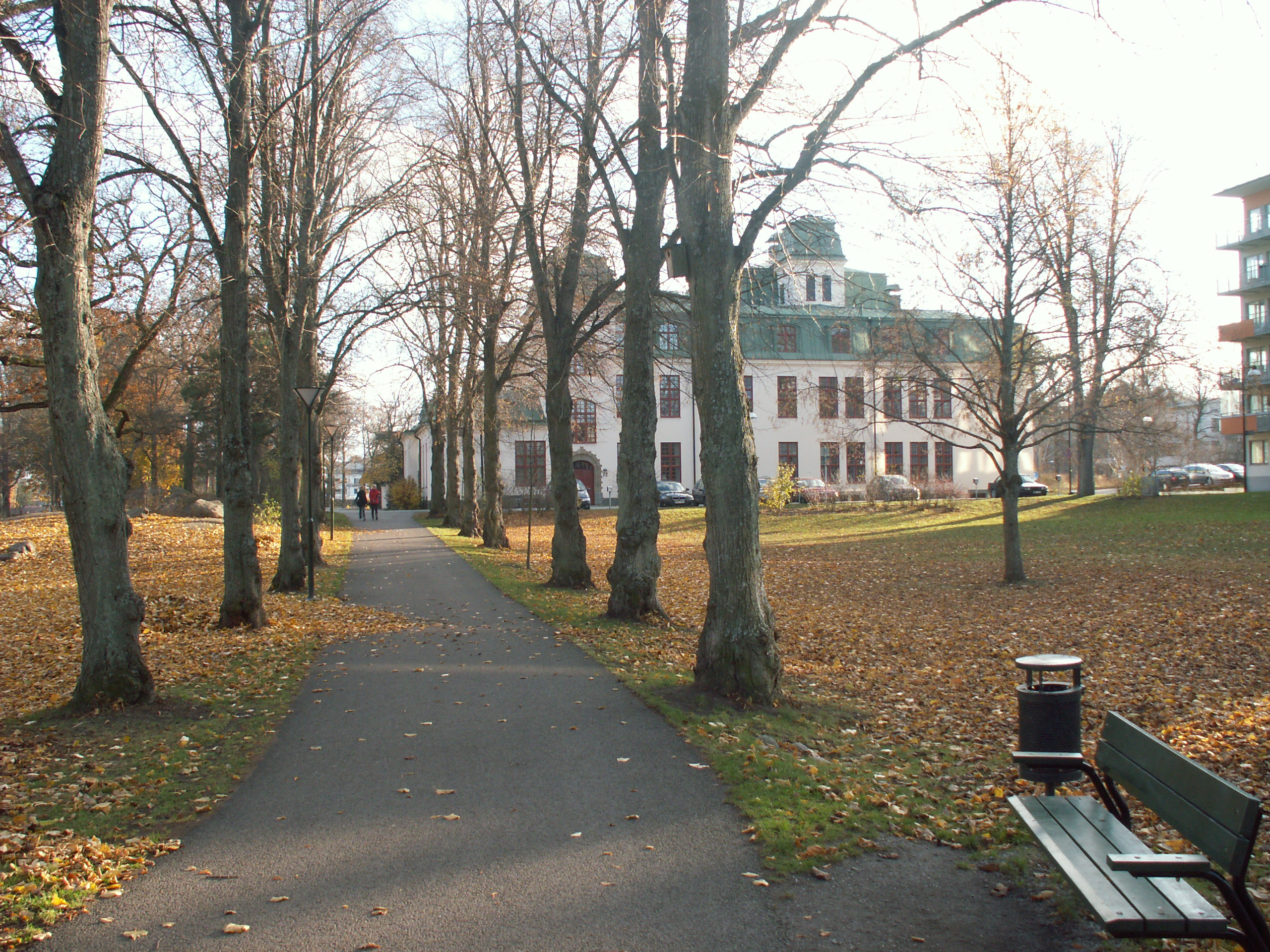
Långbroparken, Stora Kvinns
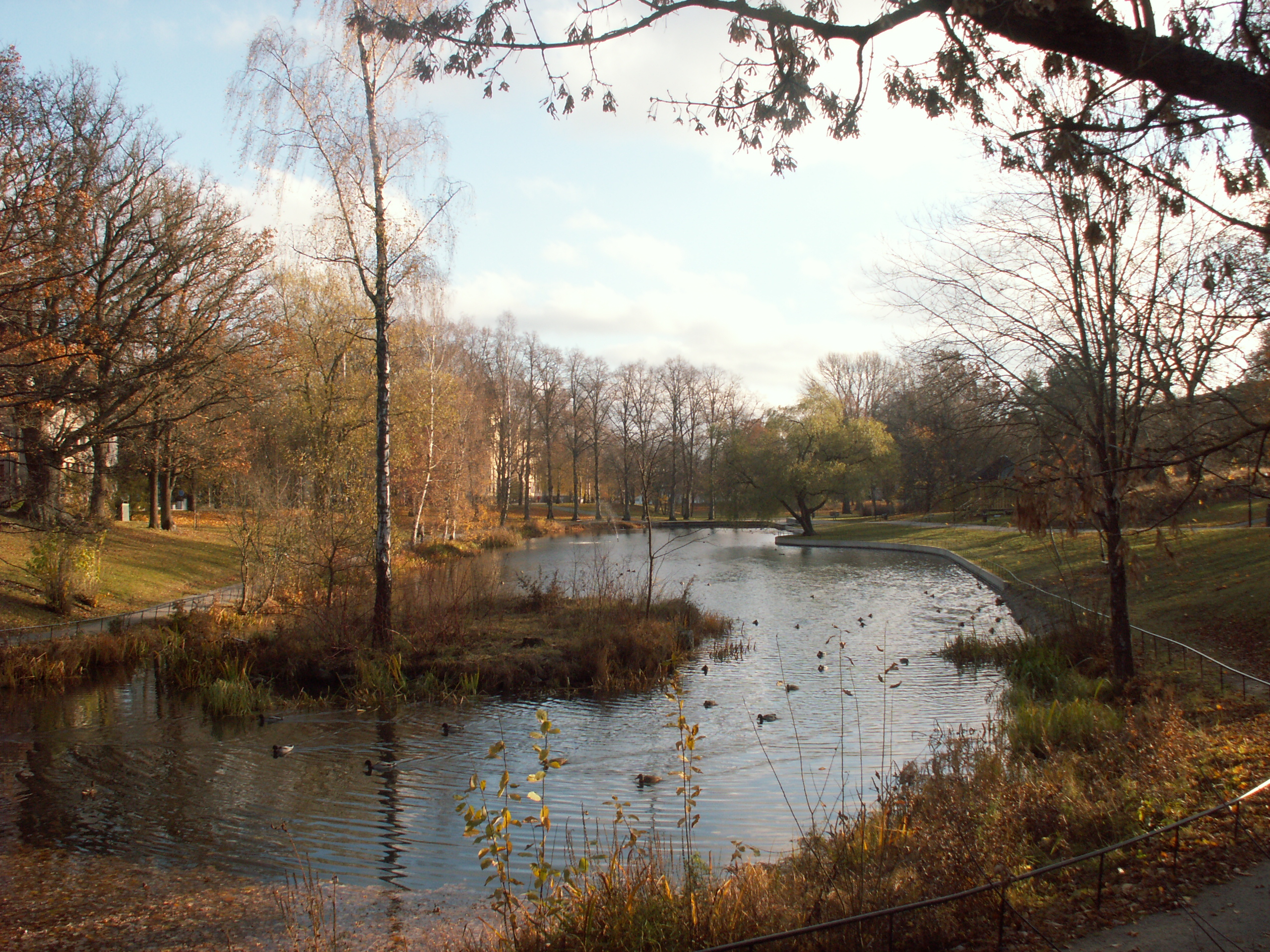
Långbroparken, gamla sjukhusdammen
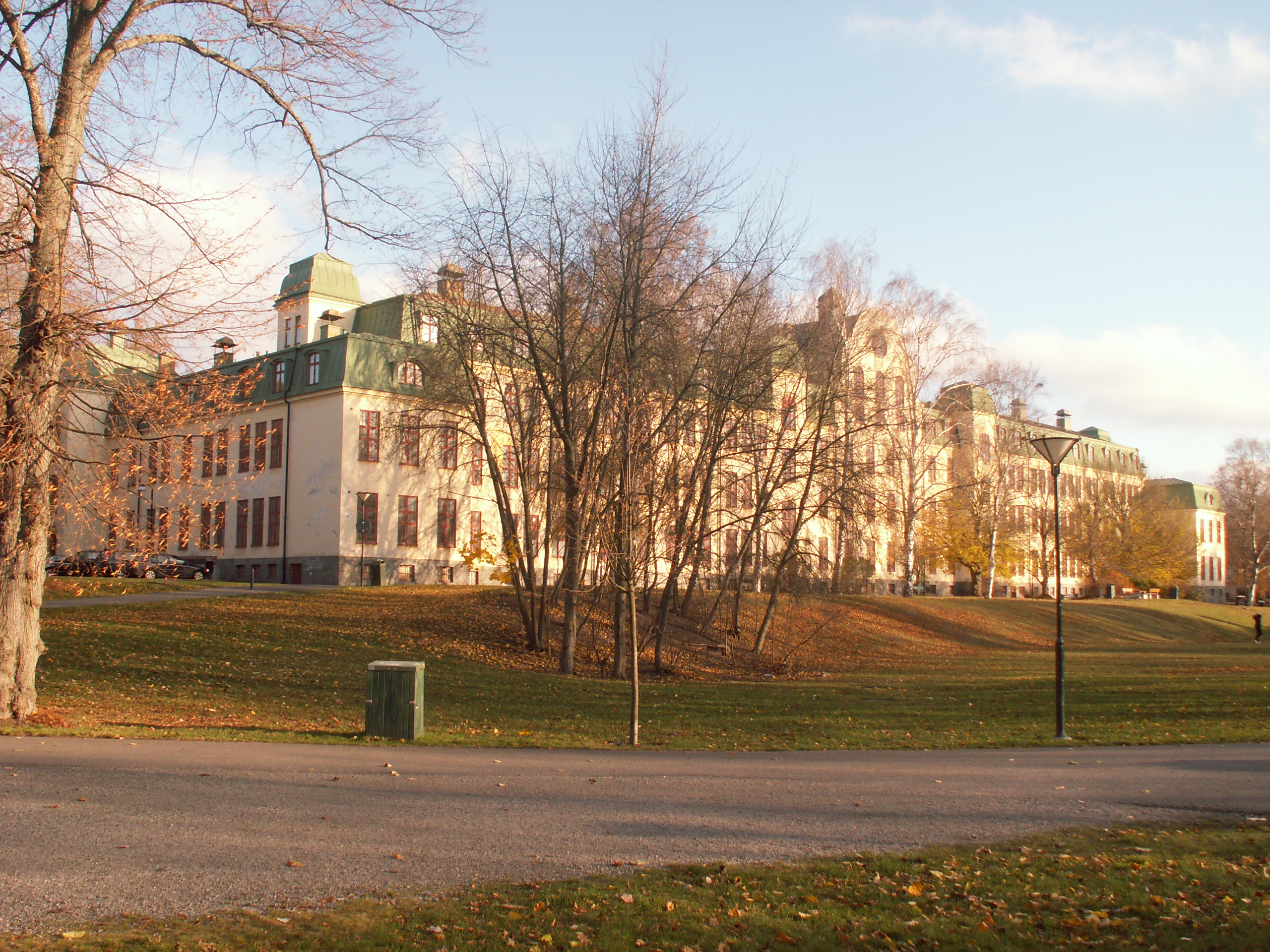
Långbroparken, Stora Mans
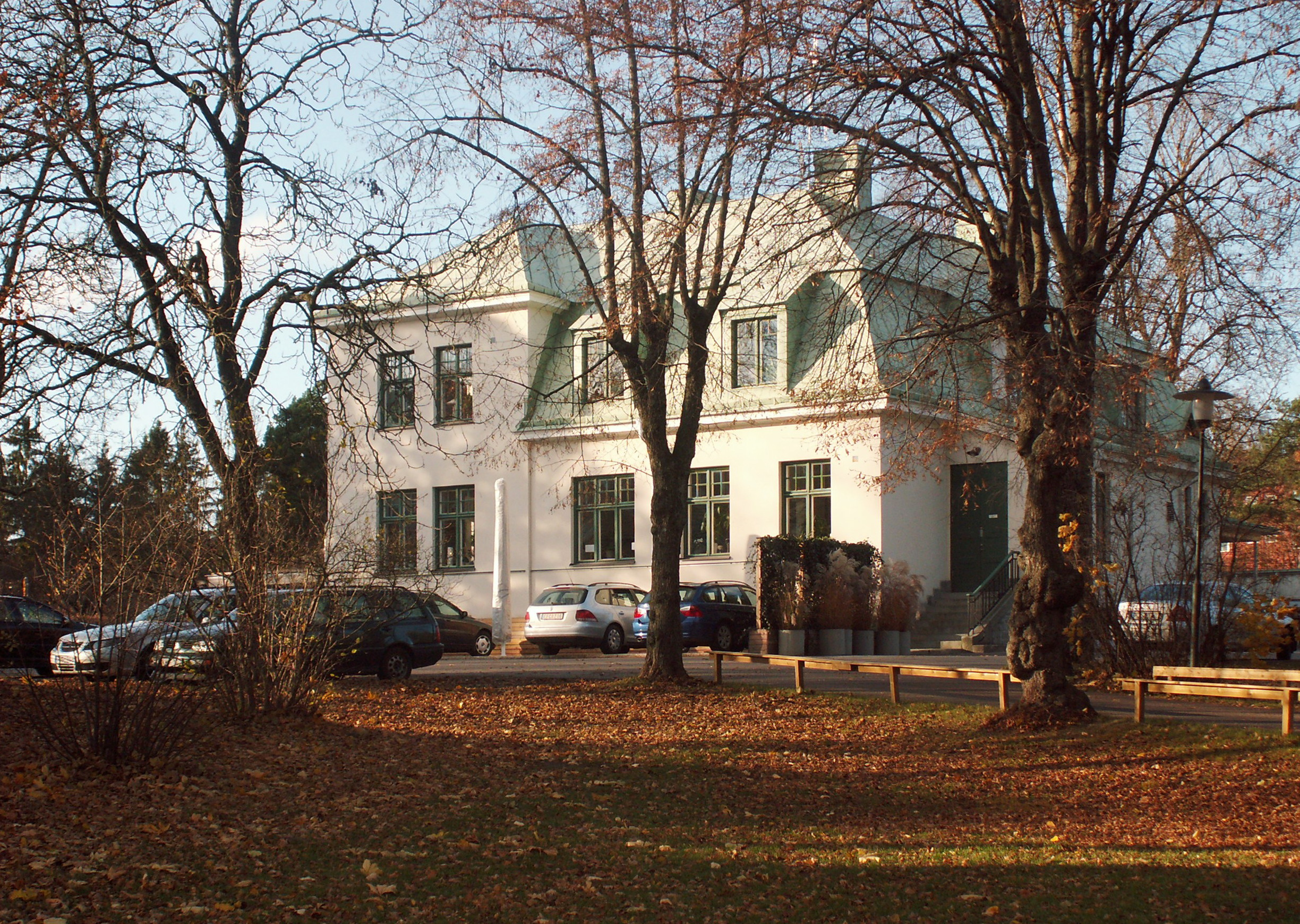
Långbroparken, Långbro värdshus
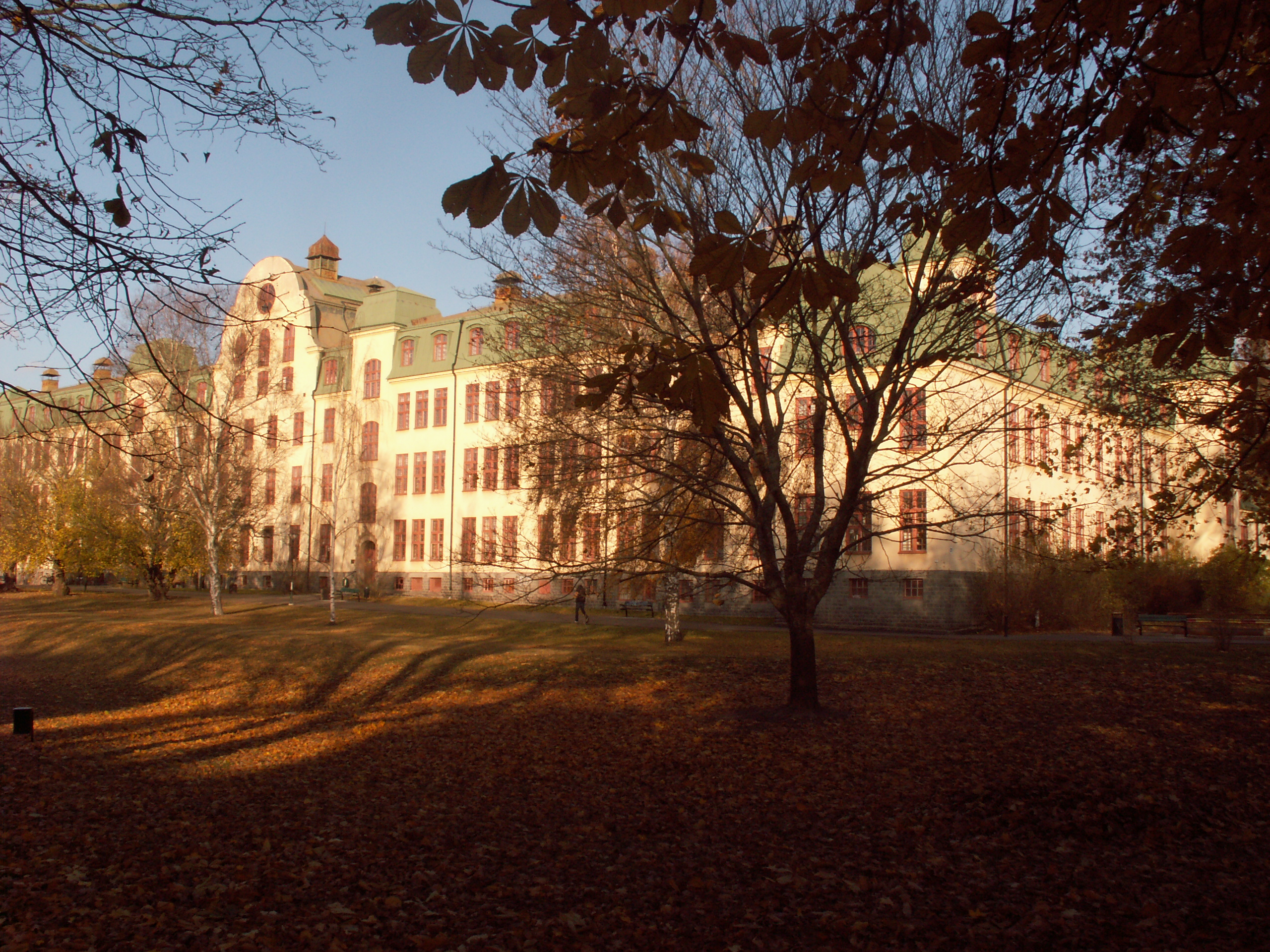
Långbroparken, Stora Mans
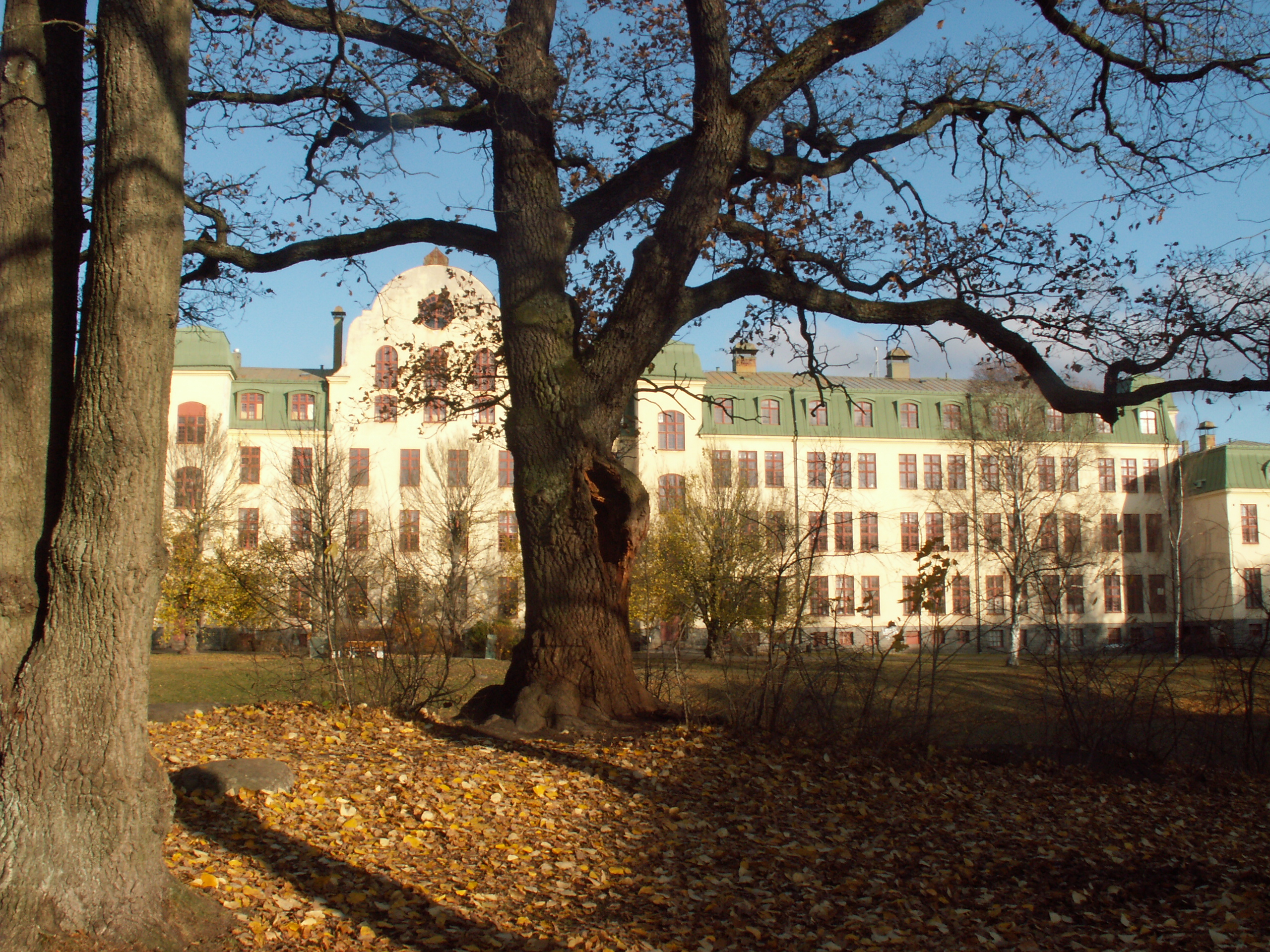
Långbroparken, Stora Mans
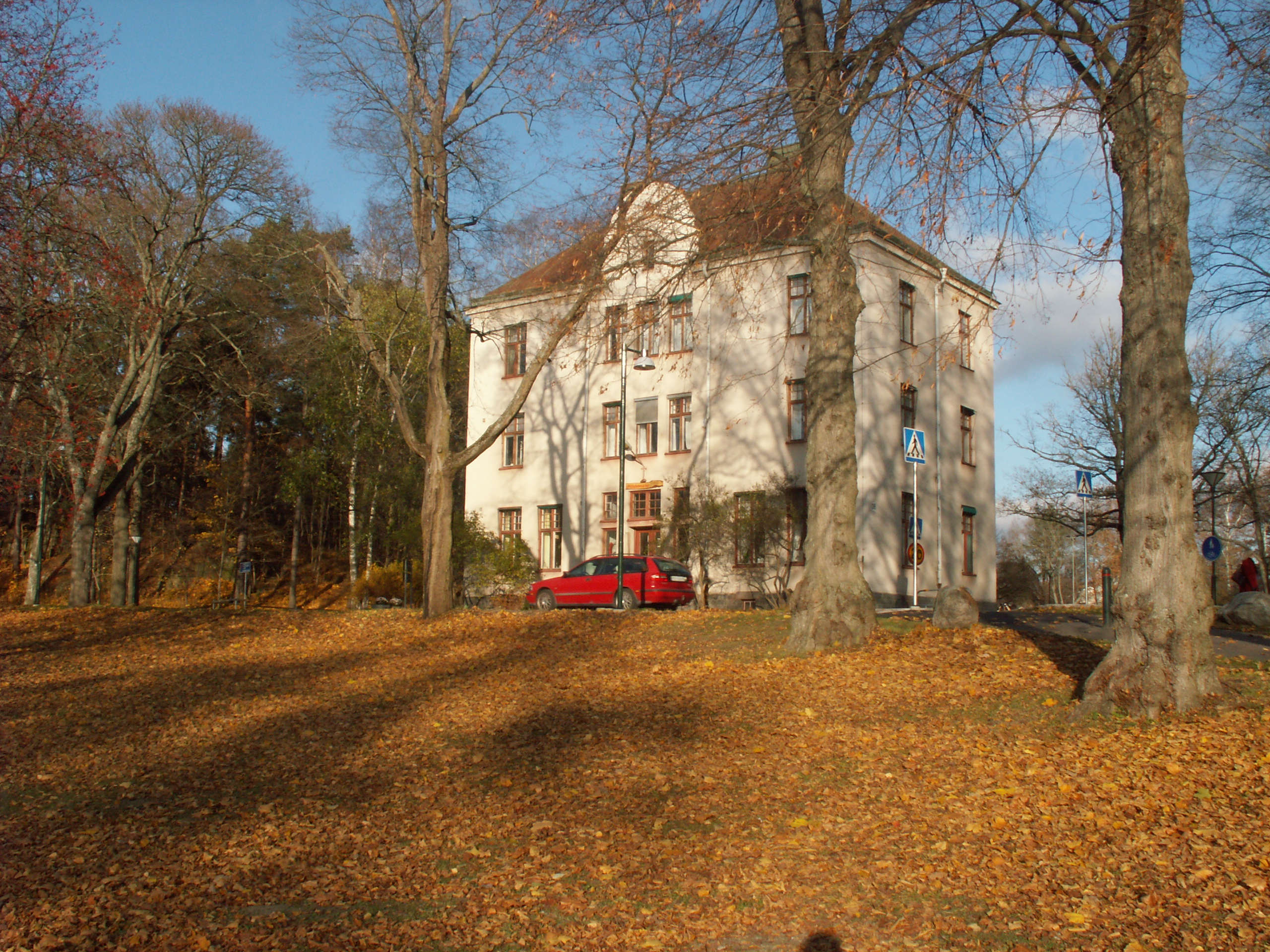
Långbroparken, Dammvillan
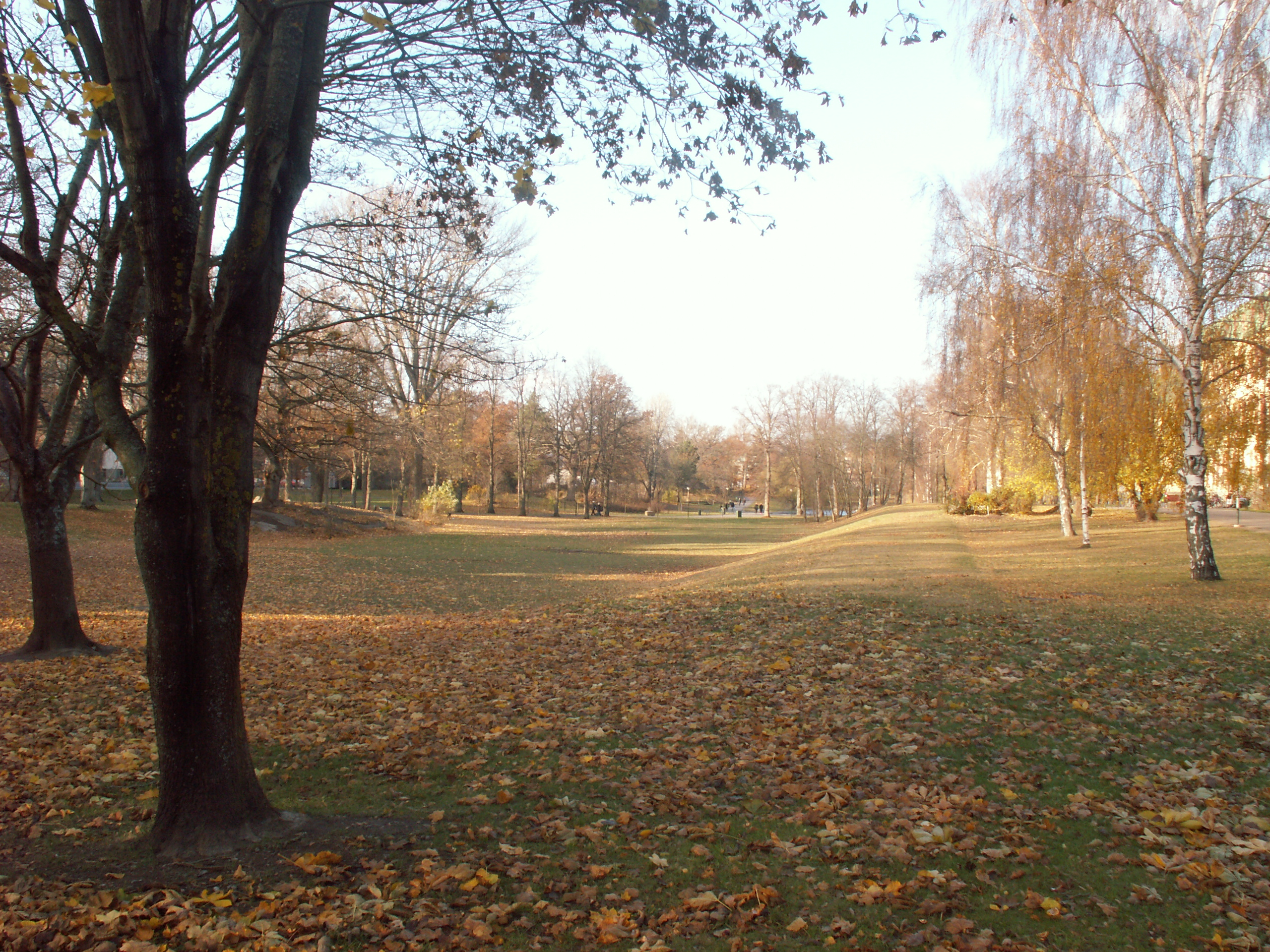
Långbroparken